# Poey-d'Oloron
Poey-d'Oloron é uma comuna francesa na região administrativa da Nova Aquitânia, no departamento dos Pirenéus Atlânticos. Estende-se por uma área de 4,78 km². Em 2010 a comuna tinha 168 habitantes (densidade: 35,1 hab./km²).